# Прямоклювые медососы
Прямоклювые медососы (лат. Timeliopsis) — род воробьиных птиц из семейства медососовых (Meliphagidae).

## Описание
У прямоклювых медососов широкий язык, на конце которого короткая «кисточка».

## Ареал
Обитают на острове Новая Гвинея.

## Систематика
Долгое время род не включали в семейство медососовых, чаще всего его располагали рядом с Oedistoma, которых в настоящее время относят к семейству Melanocharitidae.
В 1975 году австралийский орнитолог Ричард Шодд предпринял попытку классифицировать медососовых, разделив их на две ветви. При этом он затруднился отнести род Timeliopsis и некоторые другие роды к одной из этих ветвей. По опубликованной Driskell A.C. и Christidis L. в 2004 году классификации, основанной на молекулярном анализе, прямоклювые медососы входят в одну группу с Ramsayornis, Conopophila, Melilestes, Melipotes, Macgregoria, Epthianura, Ashbyia, наиболее близки с Conopophila, Melilestes, Melipotes, Macgregoria, хотя заметно отличаются от них морфологически.

### Классификация
Международный союз орнитологов относит к роду 2 вида:
- Timeliopsis fulvigula (Schlegel, 1871) — Горный прямоклювый медосос
- Timeliopsis griseigula (Schlegel, 1871) — Равнинный прямоклювый медосос[1]

Некоторые учёные на основании схожего строения черепа относят к этому роду Glycichaera fallax, но молекулярные исследования не подтверждают близкого родства.